# Eugeissona
Genre
Classification APG IV (2016)
Espèces de rang inférieur
- Eugeissona ambigua
- Eugeissona brachystachys
- Eugeissona insignis
- Eugeissona minor
- Eugeissona tristis
- Eugeissona utilis

Eugeissona est un genre de la famille des Arecaceae (Palmiers), comprenant des espèces natives de Bornéo, Thaïlande et Malaisie

## Classification
- Sous-famille des Calamoideae
  - Tribu des Eugeissoneae

## Espèces
- Eugeissona ambigua Becc., Ann. Roy. Bot. Gard. (Calcutta) 12(2): 200 (1918).
- Eugeissona brachystachys Ridl., J. Fed. Malay States Mus. 6: 189 (1915).
- Eugeissona insignis Becc., Nuovo Giorn. Bot. Ital. 3: 22 (1871).
- Eugeissona minor Becc., Nuovo Giorn. Bot. Ital. 3: 18 (1871).
- Eugeissona tristis Griff., Calcutta J. Nat. Hist. 5: 101 (1845). Aussi appelé palmier de Bertram, il est connu pour ses fleurs qui fabrique un nectar alcoolisé (avec un taux d'alcool pouvant monter jusqu'à 3,8%)[1].
- Eugeissona utilis Becc., Nuovo Giorn. Bot. Ital. 3: 26 (1871).